# Namnchiffer m/1974

Carl XVI Gustafs monogram

Namnchiffer m/1974 är ett militärt tecken som används på olika axelklaffar och epåletter inom försvarsmakten.

## Utseende
Namnchiffret består helt enkelt av konung Carl XVI Gustafs monogram i guldfärgad alternativt silverfärgad metall.

## Användning
Detta namnchiffer m/1974 av Livgardet på alla idag förekommande uniformsalternativ samt  på Epålett m/1794-1895, Epålett m/1804-1895 och Axelklaff m/1895-1899-2009 inom Livgardet och försvarsmusiken men den förekommer även på andra axelklaffar.